# تيم فيش
تيم فيش (بالإنجليزية: Tim Fish)‏ هو فنان قصص مصورة أمريكي، ولد في 16 أبريل 1970 في نيوهامبشير في الولايات المتحدة.